# Таскудук (Дарбазинский сельский округ)
Таскудук (каз. Тасқұдық) — село в Сарыагашском районе Туркестанской области Казахстана. Входит в состав Дарбазинского сельского округа. Код КАТО — 515449800.

## Население
В 1999 году население села составляло 656 человек (341 мужчина и 315 женщин). По данным переписи 2009 года, в селе проживало 656 человек (330 мужчин и 326 женщин).